# ردی پایپر
رُدی پایپر (انگلیسی: Roddy Piper؛ ۱۷ آوریل ۱۹۵۴ – ۳۱ ژوئیهٔ ۲۰۱۵) یک هنرپیشه و کشتی‌گیر کشتی حرفه‌ای اهل کانادا بود.
از فیلم‌ها یا برنامه‌های تلویزیونی که وی در آن نقش داشته است می‌توان به آنها زنده هستند اشاره کرد.